# Wolfgang Schorlau
Wolfgang Schorlau, né en 1951 à Idar-Oberstein, en Rhénanie-Palatinat, est un écrivain allemand, auteur de roman policier.

## Biographie
C'est alors qu'il commence des études commerciales à Fribourg-en-Brisgau que Wolfgang Schorlau s'intéresse à la politique à l'occasion des mouvements étudiants. À l'âge de 50 ans, il réalise son rêve de devenir écrivain en se lançant dans l'écriture d'une série policière ayant pour héros le détective privé Georg Dengler. Aujourd'hui il vit et travaille à Stuttgart.
Le héros des romans policiers de Schorlau est un ancien enquêteur de l'Office fédéral de police criminelle, Georg Dengler, devenu détective privé. Les protagonistes des romans ont souvent des personnes réelles comme modèles et les événements décrits sont proches de la réalité. La trame de ses romans a souvent pour ambition d'éclairer le lecteur sur des événements de l'histoire allemande récente. Chaque roman contient une postface dans laquelle Schorlau relate ce contexte historique.

## Œuvre

### Romans

#### SérieGeorg Dengler
- (de)Die blaue Liste (la première enquête de Georg Dengler) Dans son premier roman, Schorlau s'inspire de trois événements historiques non complètement résolus : * le meurtre du premier président de la Treuhandanstalt, Detlev Rohwedder le 1er avril 1991 revendiqué par la Fraction armée rouge, * l'accident du Vol 004 Lauda Air qui s'est écrasé le 26 mai 1991 en Thaïlande; cet accident a fait 223 victimes; * les événements du 27 juin 1993 à Bad Kleinen, au cours desquels Wolfgang Grams, membre de la Fraction armée rouge ((de) Rote Armee Fraktion), a trouvé la mort.
- (de) Das dunkle Schweigen (la deuxième enquête de Dengler) Schorlau se penche dans ce second roman sur un épisode méconnu de la Seconde Guerre mondiale: les cas de lynchage de soldats alliés, dont Schorlau estime le nombre de cas supérieur à 1000.
- (de) Fremde Wasser (la troisième enquête de Dengler) Le contexte historique de ce thriller est la privatisation de l'eau dans le monde. Schorlau décrit entre autres choses, la (es) "Guerra del Agua" (la guerre de l'eau) à Cochabamba et l'impact de la privatisation à Kiel et à Londres. Le titre du roman évoque un poème de Ingeborg Bachmann.
- (de) Brennende Kälte (la quatrième enquête de Dengler) Schorlau évoque dans ce roman l'envoi de détachements de soldats  de la Bundeswehr en Afghanistan  depuis 2001,  à l'utilisation présumée d'armes à énergie dirigée et au syndrome de stress post-traumatique. Dans un second plan, il  traite de l'introduction du passeport électronique en Allemagne.

Prix du roman policier allemand en 2006, ce roman a été traduit chez  Actes sud (Opération Jackson)
- (de) Das München-Komplott (la cinquième enquête de Dengler) Schorlau se penche sur l'attentat de l'Oktoberfest, en septembre 1980, dont les causes restent obscures.  Son roman évoque la participation des services secrets dans la construction d'organisation comme le NPD dans les nouveaux Länder, issus de la réunification ou le rôle du Wehrsportgruppe Hoffmann, un groupe terroriste de la mouvance néo-nazie des années 1970. Il est question également du rôle de l'organisation paramilitaire secrète Gladio, de la CIA, de l'OTAN ainsi que du Manuel d'opérations militaires des États-Unis ((en)United States Army Field Manual). Dans la postface du roman Schorlau raconte qu'il s'est intéressé aux faits après que deux policiers aient pris contact avec lui sans se présenter. Les deux policiers lui ont permis d'étudier le dossier de la "Commission spéciale de la Theresienwiese" (le lieu de l'attentat) et ont attiré son attention sur quelques points. Ils l'ont également renvoyé vers le livre d'Ulrich Chaussy Oktoberfest. Ein Attentat.
- (de) Die letzte Flucht (la sixième enquête de Dengler) Ce roman a été publié en Allemagne à l'automne 2011. Il s'agit du cas d'un professeur de l'hôpital universitaire de la Charité de Berlin accusé à tort de pédophilie. Le véritable thème du roman est en fait celui des pratiques criminelles de l'industrie pharmaceutique. Schorlau écrit dans la postface : « J'ai écrit ce roman pour comprendre comment fonctionne notre service de santé. Maintenant je le sais. L'industrie pharmaceutique est entraînée par une énergie criminelle sans précédent. »
- (de) Am zwölften Tag : le septième cas de Dengler Dans ce roman, édité en Allemagne en décembre 2013, Dengler recherche son fils et des amis de son fils disparus. Sont évoquées les pratiques de l'élevage intensif aussi bien que les formes modernes de esclavage salarié, comme celles qui concernent les travailleurs temporaires issus d'Europe de l'Est. En annexe sont reproduits deux  sermons de Monsignore Peter Kossen[1].
- (de) Die schützende Hand (la huitième enquête de Dengler), édité le 12 novembre 2015

Le détective Georg Dengler apporte des éclaircissements sur des meurtres perpétrés par le Nationalsozialistischer Untergrund et les liens avec les services secrets allemands.
Extrait de l'interview au Stuttgarter Zeitung : "Für mich steht außer Frage, dass der Thüringer Verfassungsschutz die rechtsradikale Szene erst aufgebaut, ihr Struktur gegeben und sie materiell bestens ausgestattet hat. Er hat sie auch vor Strafverfolgung geschützt: Die Neonazis mussten sich fühlen, als gelte für sie eine Generalamnestie – all das hat der Thüringer Untersuchungsausschuss weitgehend aufgedeckt, immerhin."
"Selon moi, il est évident que l'Office fédéral de protection de la constitution (service de renseignement allemand) de Thuringe a construit la scène d'extrême droite lui a donné sa structure et l'a sensiblement bien équipée. Il l'a également protégé contre les poursuites: les nazis devaient se sentir comme si une amnistie générale allait les concerner - ce que la commission d'enquête de Thuringe a largement découvert, après tout." (de) "Der große Plan" (neuvième enquête de Dengler). Édité en 2018.
Dans sa critique littéraire au Stuttgarter Zeitung, Stefan Kister pose la question : "Mais lit-on en fait un roman ? "

### Autres romans
- Chicago blues: down at Theresa's… ; the photographs of Marc PoKempner., Prestel, Munich 2000, en collaboration avec Marc Po Kempner  (ISBN 3-7913-2300-8)
- Die blaue Liste. Denglers erster Fall. Kiepenheuer und Witsch, Cologne 2003  (ISBN 3-462-03479-0)
- Sommer am Bosporus. Ein Istanbul-Roman. Kiepenheuer und Witsch, Cologne 2005  (ISBN 3-462-03427-8)
- Das dunkle Schweigen. Denglers zweiter Fall. Kiepenheuer und Witsch, Cologne 2005  (ISBN 3-462-03614-9)
- Fremde Wasser. Denglers dritter Fall. Kiepenheuer und Witsch, Cologne 2006  (ISBN 978-3-462-03748-7)
- Brennende Kälte. Denglers vierter Fall. Kiepenheuer und Witsch, Cologne 2008  (ISBN 978-3-462-03982-5) Publié en français sous le titre Opération Jackson, traduit de l'allemand par Johannes Honigmann, Paris, J. Chambon, mai 2009  (ISBN 978-2-7427-8419-6)
- Ein perfekter Mord. Édition Nautilus, Hambourg 2008  (ISBN 978-3-89401-579-4)
- Das München-Komplott. Denglers fünfter Fall. Kiepenheuer und Witsch, Cologne 2009  (ISBN 978-3-462-04132-3)
- Das brennende Klavier. Der Musiker Wolfgang Dauner. Édition Nautilus, Hambourg 2010  (ISBN 978-3-89401-730-9)
- Stuttgart 21. Die Argumente. Kiepenheuer und Witsch, Cologne 2010  (ISBN 978-3-462-04258-0)
- Die letzte Flucht. Denglers sechster Fall. Kiepenheuer und Witsch, Cologne 2011  (ISBN 978-3-462-04279-5)
- Rebellen. Kiepenheuer und Witsch, Cologne 2013  (ISBN 978-3-462-04076-0)
- Am zwölften Tag. Denglers siebter Fall. Kiepenheuer und Witsch, Cologne 2013  (ISBN 978-3-462-04547-5)

## Source
- (de) Cet article est partiellement ou en totalité issu de l’article de Wikipédia en allemand intitulé « Wolfgang Schorlau » (voir la liste des auteurs).